# 庞卡杰內

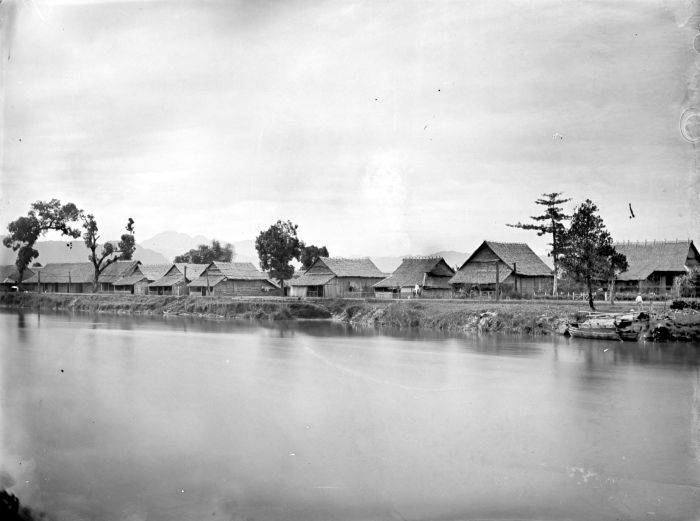
荷属东印度时期庞卡杰內的军营

庞卡杰內（Pangkajene）是印度尼西亚南苏拉威西省的一个城镇，是庞卡杰內和群岛县的县治所在，位于苏拉威西岛南半岛西部，南距望加锡30公里。2010年统计，庞卡杰內所在的庞卡杰內区（Kecamatan Pangkajene）共有41,701人。

## 资料来源
1. ↑  Biro Pusat Statistik, Jakarta, 2011.